# 階上郵便局
階上郵便局（はしかみゆうびんきょく）は、青森県三戸郡階上町にある郵便局である。民営化前の分類では集配特定郵便局であった。

## 概要
住所：〒039-1299 青森県三戸郡階上町大字赤保内字耳ケ吠6-28

## 沿革
- 1928年（昭和3年）3月11日 - 赤保内（あこうない）[1]郵便局（三等）として開設[2]。
- 1931年（昭和6年）4月1日 - 階上郵便局に改称し、集配業務を開始。これに伴い、それまで同村内にあった階上郵便局は、陸奥田代郵便局に改称するとともに、当局に集配業務の一部を移管[3]。
- 1974年（昭和49年）7月24日 - 電話交換業務を八戸電報電話局に移管[4]。
- 1983年（昭和58年）10月1日 - 階上駅前郵便局から和文電報配達業務の一部[5]を移管
- 2007年（平成19年）3月5日 - ゆうゆう窓口（郵便時間外窓口）を廃止し、配達センター局に移行。
- 2007年（平成19年）10月1日 - 民営化に伴い、併設された郵便事業八戸支店階上集配センターに一部業務を移管。
- 2012年（平成24年）10月1日 - 日本郵便株式会社発足に伴い、郵便事業八戸支店階上集配センターを階上郵便局に統合。
- 2024年（令和6年）3月16日 - 陸奥田代郵便局の廃止に伴い、取扱業務を承継[6]。

## 取扱内容
- 郵便、印紙、ゆうパック、内容証明
- 貯金、為替、振替、振込、国際送金、国債
- 生命保険、バイク自賠責保険
- ゆうちょ銀行ATM
- 三戸郡階上町内（〒039-12xx）の集配業務

## 周辺
- 階上町役場
- 道の駅はしかみ
- 国道45号

## アクセス
- 南部バス 局前停留所下車
- 八戸自動車道 八戸ICから南東へ約15km
- 三陸沿岸道路 階上ICから西へ約3km
- 三陸沿岸道路 種差海岸階上岳ICから南東へ約4km
- 駐車場あり：5台